# Kogigonalia cajana
Kogigonalia cajana är en insektsart som beskrevs av Young 1977. Kogigonalia cajana ingår i släktet Kogigonalia och familjen dvärgstritar. Inga underarter finns listade i Catalogue of Life.